# Maison natale de Tihomir Matijević à Lunjevica
La maison natale de Tihomir Matijević à Lunjevica (en serbe cyrillique : Кућа народног хероја Тихомира Матијевића у Луњевици ; en serbe latin : Kuća narodnog heroja Tihomira Matijevića u Lunjevici) se trouve à Lunjevica, dans la municipalité de Gornji Milanovac et dans le district de Moravica, en Serbie. Elle est inscrite sur la liste des monuments culturels protégés de la république de Serbie (identifiant no SK 489),,.

## Présentation
La maison a vu naître le héros national Tihomir Matijević (1921-1943), ce qui lui confère sa valeur patrimoniale. Tihomir Matijević était commandant de la Troisième compagnie du Deuxième bataillon de la Deuxième brigade prolétarienne ; il est mort en 1943 sur la colline de Humić, près de Drvar, en défendant l'hôpital pour les malades et les blessés de Bastasi. Matijević est l'un des premiers combattants de la guerre de libération nationale à avoir été proclamé héros national en 1945.